# Virtus.pro
Virtus.pro (VP, Віртус.про) — російський кіберспортивний проєкт, заснований 1 листопада 2003 року. Команди цієї організації — багаторазові переможці кіберспортивних змагань, міжнародних турнірів, володарі багатьох титулів..
У період з осені 2009 по квітень 2011 року проєкт був заморожений, а більша половина гравців виступала за такі проєкти, як UNiTED и Iron Will.
В середині жовтня 2015 року ЗМІ заявили, що ВАТ Холдингова компанія «Металоінвест» власником якої є Алішер Усманов, спільно з «ЮТВ Холдингом» готові інвестувати 100 млн $ для розвитку команди.

## Про проєкт
Організація була створена 1 листопада 2003 року і була представлена в дисципліні Counter-Strike. Пізніше, організація створила команди в таких дисциплінах: DotA — створена в листопаді 2007 року, взяла повний склад команди maGe. Дебютним турніром для новоспеченої команди став ASUS open cup Spring 2007, на якому вони посіли перше місце. Команда з дисципліни World of Tanks була заснована в січні 2013 року. Дебютом для них став ESL Go4WoT #93, на якому вони посіли друге місце.
Проєкт представляють професійні кіберспортсмени, тренери и менеджери з Росії, країн СНД і Західної Європи. За всі роки функціонування проєкту, неодноразово змінювався його склад та керівництво. В разное время спонсорами проєкта были BenQ, MelBet, APC, Tesoro.
Логотипом проєкту є білий ведмідь, але в відеороликах на каналі Youtube використовується бурий ведмідь. Офіційна уніформа кібспортсменів — чорні футболки з оранжевими боками і логотипом команди.

## Dota 2
В 2013 році команда по Dota 2 була запрошена на чемпіонат з найбільшим призовим фондом — The International Dota 2 Championship 2013. Команда не виявила себе з найкращого боку, посіла в групі останнє місце і одною з перших вибула з турніру. З 15 зіграних карт VP змогли здобути перемогу лише в 3. Після турніру склад команди змінився і вже 27 травня 2014 року нова команда посіла друге місце в європейській кваліфікації, була запрошена в Сіетл (США) для спроби здобути останнє вільне місце на The International Dota 2 Championship 2014.

### The International 2015
7 травня 2015 года команда була запрошена на The International Dota 2 Championship 2015. Змагання проходили в американському Сіетлі в період з 27 липня по 8 серпня. Virtus.pro вийшли до стадії пле-офф, здобувши ще кілька перемог, посіли 5-6 місце на турнірі.

### The Kiev Major 2017
На кіберспортивному турнірі The Kiev Major, що проходив у Києві в 2017 році, команда посіла друге місце, зазнавши поразки від чотирикратних чемпіонів мейджора, команди OG з рахунком 3:2.

### 2020 рік
Virtus.pro - Російська кіберспортивна організація за час карантину увійшла в топ-3 Європи та СНД за сумою призових, відсотками перемог і зайнятими місцями на турнірах.
Організація Virtus.pro на своєму офіційному сайті оголосила новину про те, що основний склад пропустить майбутній турнір ESL One Germany 2020 і піде в інактив на деякий час.

### Склад команди

#### Поточний склад[12]
- Даніл «gpk~» Скутін
- Роман «Ramzes666» Кушнарьов (Новокузнецьк)
- Дмитро «DM» Дорохін
- Даніял «yamich» Лазєбний (Санкт-Петербург)
- Єгор «Xakoda» Ліпартія (Челябінськ)

#### Колишні гравці команди
В різні часи команду представляли різноманітні гравці, такі як:
- Ілля «Lil» Іллюк
- Куро «Kuroky» Салехі Тахасомі
- Артем «fng» Баршак
- Ілля «ALOHADANCE» Коробкін

### Досягнення команди
| Список турнірів | Список турнірів        | Список турнірів  | Список турнірів                  | Список турнірів |
| Місце           | Турнір                 | Місце проведення | Дата проведення                  | Призові         |
| --------------- | ---------------------- | ---------------- | -------------------------------- | --------------- |
| 2               | ASUS Spring Cup 2007   | Москва           | 7 травня 2007 року               | 45 000 рублів   |
| 1               | ASUS Spring Cup 2008   | Москва           | 19 травня 2008 року              | 60 000 рублів   |
| 13-16           | The International 2013 | Сіетл            | 3 — 11 серпня 2013 року          | без призових    |
| 1               | ASUS Play It Cool      | Кельн            | 3 — 4 травня 2015 року           | $12 500         |
| 1               | DreamLeague 3          | Єнчепінг         | 28 березня — 15 червня 2015 року | $54 771         |
| 5-6             | The International 2015 | Сіетл            | 3 — 8 серпня 2015 року           | $1 193 884      |
| 2               | Kiev Major             | Київ             | 24 — 30 квітня 2017 року         | $500 000        |
| 1               | ESL One Hamburg        | Гамбург          | 26-29 жовтня 2017 року           | $500 000        |
| 5-6             | The International 2017 | Сіетл            | 7 — 12 серпня 2017 року          | $1 091 211      |